# Albania en los Juegos Olímpicos de Turín 2006
Albania estuvo representada en los Juegos Olímpicos de Turín 2006 por un deportista que compitió en esquí alpino.  
El portador de la bandera en la ceremonia de apertura fue el esquiador Erjon Tola. El equipo olímpico albanés no obtuvo ninguna medalla en estos Juegos.